# Ivan Vdović
Ivan "Ivica" Vdović, cyr. Ивица Вдовић (ur. 23 lutego 1960 w Belgradzie, zm. 25 września 1992 tamże) – serbski muzyk, perkusista jugosłowiańskich zespołów rockowych m.in. Suncokret, Šarlo Akrobata i Ekatarina Velika.

## Życiorys
W trzeciej klasie gimnazjum przyłączył się do zespołu Limunovo drvo założonego przez Milana Mladenovicia i Dragomira Mihajlovicia. Później grał na perkusji w bandzie Suncokret powołanego przez Bora Đorđevicia. Największy sukces przyniosło mu występowanie w Šarlo Akrobata, w którym grał od kwietnia 1980 roku do października 1981 roku. W 1982 roku przyłączył się do nowego zespołu Katarina II, z którego na stałe odszedł w 1985 roku. W tym samym roku rozpoznano u muzyka wirus HIV. 25 września 1992 roku zmarł na AIDS.